# Rhodobacteraceae
Famille
Les Rhodobacteraceae sont une famille de protéobactéries de l'ordre  des Rhodobacterales dans le sous-groupe alpha. Comme toutes les protéobactéries, elles sont gram-négatives. Le taxon contient des bactéries chimio-organotrophes et photohétérotrophes. Beaucoup se situent dans des habitats aquatiques.

## Liste des genres
Selon BioLib (11 novembre 2021) :
- Ahrensia Uchino, Hirata, Yokota & Sugiyama, 1999
- Albidovulum Albuquerque, Santos, Travassos, Nobre, Rainey, Wait, Empadinhas, Silva & da Costa, 2003
- Albimonas Lim, Jeon, Jamg, Park, Shin, Yeo & Kim, 2008
- Amaricoccus Maszenan, Seviour, Patel, Rees & McDougall, 1997
- Antarctobacter Labrenz, Collins, Lawson, Tindall, Braker & Hirsch, 1998
- Catellibacterium Tanaka, Hanada, Manome, Tsuchida, Kurane, Nakamura & Kamagata, 2004
- Citreicella Sorokin, Turovová & Muyzer, 2006
- Citreimonas D.H. Choi & B.C. Cho, 2006
- Dinoroseobacter Biebl, Allgaier, Tindall, Koblížek, Lünsdorf, Pukall & Wagner-Döbler, 2005
- Donghicola Yoon, Kang & Oh, 2007
- Gemmobacter Rothe, Fischer, Hirsch, Sittig & Stackebrandt, 1988
- Haematobacter Helsel, Hollis, Steigerwalt, Morey, Jordan, Aye, Radošević, Jannat-Khah, Thiry, Lonsway, Patel, Daneshvar & Levett, 2007
- Jannaschia Wagner-Döbler, Rheims, Felske, Pukall & Tindall, 2003
- Ketogulonicigenium Urbance, Bratina, Stoddard & Schmidt, 2001
- Labrenzia Biebl, Pukall, Lünsdorf, Schulz, Allgaier, Tindall & Wagner-Döbler, 2007
- Leisingera Schaefer, Goodwin, McDonald, Murrell & Oremland, 2002
- Loktanella Van Trappen, Mergaert & Swings, 2004
- Maribius D.H. Choi, J.C. Cho, Lanoil, Giovannoni & C.B. Cho, 2007
- Marinovum Martens, Heidorn, Pukall, Simon, Tindall & Brinkhoff, 2006
- Maritimibacter K. Lee, Choo, Giovannoni & J.C. Cho, 2007
- Methylarcula Doroninová, Trocenko & Turovová, 2000
- Nereida Pujalte, Macián, Arahal, Ludwig, Schleifer & Garay, 2005
- Nesiotobacter Donachie, Bowman & Alam, 2006
- Oceanibulus Wagner-Döbler, Rheims, Felske, El-Ghezal, Flade-Schröder, Laatsch, Lang, Pukall & Tindall, 2004
- Oceanicola J.C. Cho & Giovannoni, 2004
- Octadecabacter Gosink, Herwig & Staley, 1998
- Palleronia Martínez-Checa, Quesada, Marínez-Cánovas, Llamas & Béjar, 2005
- Pannonibacter Borsodi, Micsinai, G. Ovács, Tóth, Schumann, A.L. Kovács, Böddi & Márialigeti, 2003
- Paracoccus Davis, 1969
- Pelagibaca J.C. Cho & Giovannoni, 2006
- Phaeobacter Martens & al., 2006
- Pseudorhodobacter Uchino, Hamada & Yokota, 2003
- Pseudovibrio Shieh, Lin & Jean, 2004
- Rhodobaca Milford, Achenbach, Jung & Madigan, 2001
- Rhodobacter Imhoff, Trüper & Pfennig, 1984
- Rhodothalassium Imhoff, Petri & Süling, 1998
- Rhodovulvum Hiraishi & Ueda, 1994
- Roseibacterium Suzuki, Mori & Nishimura, 2006
- Roseibium Suzuki, Muroga, Takahama & Nishimura, 2000
- Roseicyclus Rathgeber, Yurkova, Stackebrandt, Schumann, Beatty & Yurkov, 2005
- Roseinatronobacter Sorokin, Turovová, Kuzněcov, Brjancevová & Gorlenko, 2000
- Roseisalinus Labrenz, Lawson, Tindall, Collins & Hirsch, 2005
- Roseivivax Suzuki, Muroga, Takahama & Nishimura, 1999
- Roseobacter Shiba, 1991
- Roseovarius Labrenz, Collins, Lawson, Tindall, Schumann & Hirsch, 1999
- Rubellimicrobium Denner, Kolari, Hoornstra, Tsitko, Kämpfer, Busse & Salkinoja-Salonen, 2006
- Rubrimonas Suzuki, Muroga, Takahama, Shiba & Nishimura, 1999
- Ruegeria Uchino, Hirata, Yokota & Sugiyama, 1998
- Sagittula Gonzalez, Mayer, Moran, Hodson & Whitman, 1997
- Salipiger Martínez-Cánovas, Quesqdq, Martínez-Checa, del Moral & Béjar, 2004
- Shimia D.H. Choi & B.C. Cho, 2006
- Silicibacter Petursdottir & Kristjansson, 1999
- Staleya Labrenz, Tindall, Lawson, Collins, Schumann & Hirsch, 2000
- Stappia Uchino & al., 1999
- Sulfitobacter Sorokin, 1996
- Tateyamaria Kurahashi & Yokota, 2008
- Thalassobacter Macián, Arahal, Garay, Ludwig, Schleifer & Pujalte, 2005
- Thalassobius Arahal, Macián, Garay & Pujalte, 2005
- Thalassococcus Lee, Tsoi, Li, Wong & Qian, 2007
- Thioclava Sorokin, Turovová, Spiridonovová, Rainey & Muyzer, 2005
- Thiosphaera Robertson & Kuenen, 1984
- Wenxinia Ying, Wang, Dai, Yang, S.J. Liu & Z.P. Liu, 2007
- Woodsholea Abraham, Strömpl, Vancanneyt, Bennasar, Swings, Lünsdorf, Smit & Moore, 2004
- Yangia Dai, Wang, Q.X. Yang, Jiao & S.J. Liu, 2006

Selon ITIS (11 novembre 2021) :
- Agaricicola Chu & al., 2010
- Ahrensia Uchino & al., 1999
- Albidovulum Albuquerque & al., 2003
- Albimonas Lim & al., 2008
- Amaricoccus Maszenan & al., 1997
- Antarctobacter Labrenz & al., 1998
- Catellibacterium Tanaka & al., 2004 emend. Liu & al., 2010 emend. Zheng & al., 2011 emend. Zhang & al., 2012
- Celeribacter Ivanova & al., 2010 emend. Lee & al., 2012
- Citreicella Sorokin & al., 2006 emend. Park & al., 2011
- Citreimonas Choi & Cho, 2006
- Dinoroseobacter Biebl & al., 2005
- Donghicola Yoon & al., 2007
- Gaetbulicola Yoon & al., 2010
- Gemmobacter Rothe & al., 1988
- Haematobacter Helsel & al., 2007
- Hasllibacter Kim & al., 2012
- Huaishuia Wang & al., 2012
- Hwanghaeicola Kim & al., 2010
- Jannaschia Wagner-Döbler & al., 2003
- Jhaorihella Rekha & al., 2011
- Ketogulonicigenium Urbance & al., 2001
- Labrenzia Biebl & al., 2007
- Leisingera Schaefer & al., 2002 emend. Martens & al., 2006 emend. Vandecandelaere & al., 2008
- Lentibacter Li & al., 2012
- Litoreibacter Romanenko & al., 2011
- Litorimicrobium Jin & al., 2011
- Loktanella Van Trappen & al., 2004 emend. Moon & al., 2010 emend. Lee, 2012
- Lutimaribacter Yoon & al., 2009
- Mameliella Zheng & al., 2010
- Maribius Choi & al., 2007
- Marinovum Martens & al., 2006
- Maritimibacter Lee & al., 2007
- Marivita Hwang & al., 2009 emend. Yoon & al., 2012
- Methylarcula Doronina & al., 2000
- Nautella Vandecandelaere & al., 2009
- Nereida Pujalte & al., 2005
- Nesiotobacter Donachie & al., 2006
- Oceanibulbus Wagner-Döbler & al., 2004
- Oceanicola Cho & Giovannoni, 2004
- Octadecabacter Gosink & al., 1998
- Pacificibacter Romanenko & al., 2011
- Palleronia Martínez-Checa & al., 2005
- Pannonibacter Borsodi & al., 2003 emend. Biebl & al., 2007
- Paracoccus Davis, 1969 emend. Liu & al., 2008
- Pelagibaca Cho & Giovannoni, 2006
- Pelagicola Kim & al., 2008
- Phaeobacter Martens & al., 2006 emend. Yoon & al., 2007
- Planktotalea Hahnke & al., 2012
- Pontibaca Kim & al., 2010
- Ponticoccus Hwang & Cho, 2008
- Poseidonocella Romanenko & al., 2012
- Primorskyibacter Romanenko & al., 2011
- Pseudorhodobacter Uchino & al., 2003 emend. Jung & al., 2012
- Pseudoruegeria Yoon & al., 2007 emend. Jung & al., 2010
- Pseudovibrio Shieh & al., 2004
- Rhodobaca Milford & al., 2001
- Rhodobacter Imhoff & al., 1984 emend. Srinivas & al., 2007
- Rhodothalassium Imhoff & al., 1998
- Rhodovulum Hiraishi & Ueda, 1994
- Roseibaca Labrenz & al., 2009
- Roseibacterium Suzuki & al., 2006
- Roseibium Suzuki & al., 2000 emend. Biebl & al., 2007
- Roseicitreum Yu & al., 2011
- Roseicyclus Rathgeber & al., 2005
- Roseinatronobacter Sorokin & al., 2000
- Roseisalinus Labrenz & al., 2005
- Roseivivax Suzuki & al., 1999 emend. Park & al., 2010 emend. Chen & al., 2012
- Roseobacter Shiba, 1991 emend. Martens & al., 2006
- Roseovarius Labrenz & al., 1999
- Rubellimicrobium Denner & al., 2006
- Rubribacterium Boldareva & al., 2010
- Rubrimonas Suzuki & al., 1999
- Ruegeria Uchino & al., 1999 emend. Martens & al., 2006 emend. Yi & al., 2007
- Sagittula Gonzalez & al., 1997
- Salinihabitans Yoon & al., 2009
- Salipiger Martínez-Cánovas & al., 2004
- Sediminimonas Wang & al., 2009
- Seohaeicola Yoon & al., 2009
- Shimia Choi & Cho, 2006
- Stappia Uchino & al., 1999 emend. Biebl & al., 2007
- Sulfitobacter Sorokin, 1996 emend. Yoon & al., 2007
- Tateyamaria Kurahashi & Yokota, 2008 emend. Sass & al., 2010
- Thalassobacter Macián & al., 2005 emend. Pujalte & al., 2005
- Thalassobius Arahal & al., 2005
- Thalassococcus Lee & al., 2007
- Thioclava Sorokin & al., 2005
- Tranquillimonas Harwati & al., 2008
- Tropicibacter Harwati & al., 2009
- Tropicimonas Harwati & al., 2009 emend. Oh & al., 2012
- Vadicella Romanenko & al., 2011
- Wenxinia Ying & al., 2007
- Yangia Dai & al., 2006

Selon NCBI (11 novembre 2021) :
- Acidimangrovimonas Ren & al. 2019
- Aestuariibius Park & al. 2018
- Aestuariicoccus Feng & al. 2018
- Aestuariihabitans Yoon & al. 2014
- Aestuariivita Park & al. 2014
- Aestuarium
- Agaricicola Chu & al. 2010
- Albibacillus
- Albirhodobacter Nupur & al. 2015
- Aliiroseovarius Park & al. 2015 emend. Dobritsa & Samadpour 2016
- Aliishimia Kim & al.
- Alisedimentitalea "" Kim & al. 2015
- Alkalilacustris Zhang & al. 2019
- Allgaiera Hördt & al. 2020
- Allosediminivita
- Alterinioella "" Kong & al. 2021
- Amylibacter Teramoto & Nishijima 2014
- Antarcticimicrobium Zhang & al. 2020
- Aquicoccus Feng & al. 2018
- Aquimixticola Park & al. 2015
- Arenibacillus Kim & al. 2019
- Arenibacterium Baek & al. 2020
- Ascidiaceihabitans Kim & al. 2014
- Bieblia Hördt & al. 2020
- Boseongicola Park & al. 2014
- Brevirhabdus Wu & al. 2015 emend. Liu & al. 2017
- Candidatus Halichondribacter "" Knobloch & al. 2019
- Carideicomes Wang & al.
- Cereibacter Suresh & al. 2015
- Chachezhania "" Yuan & al.
- Charonomicrobium "" Csotonyi & al. 2011
- Cognatishimia Wirth & Whitman 2018
- Cognatiyoonia
- Cribrihabitans Chen & al. 2014 emend. Hameed & al. 2014
- Cypionkella Hördt & al. 2020
- Falsigemmobacter "" Li & al. 2020
- Falsirhodobacter Subhash & al. 2013
- Fertoeibacter Szuróczki & al. 2021
- Flavimaricola Wirth & Whitman 2018
- Fluviibacterium Sun & al. 2020
- Frigidibacter Li & Zhou 2015
- Fuscibacter "" Chhetri & al. 2021
- Fuscovulum Suresh & al. 2020
- Hahyoungchilella "" Kim & Lee 2019
- Halocynthiibacter Kim & al. 2014
- Halodurantibacterium Lv & al. 2015
- Halovulum Sun & al. 2015
- Harenicola "" Romanenko & al. 2021
- Histidinibacterium Wang & al. 2019
- Jhaorihella Rekha & al. 2011
- Jindonia
- Kandeliimicrobium Wang & al. 2018
- Kangsaoukella Lee & al. 2020
- Lacimonas Zhong & al. 2015
- Limibaculum Shin & al. 2017
- Limimaricola Wirth & Whitman 2018
- Litorisediminicola Yoon & al. 2013
- Litorisediminivivens Park & al. 2016
- Litorivita Hetharua & al. 2018
- Maliponia Jung & al. 2016
- Mangrovicoccus Yu & al. 2018
- Marimonas Thongphrom & al. 2017
- Marinibacterium Li & al. 2015
- Marivivens Park & al. 2016
- Meinhardsimonia Hördt & al. 2020
- Monaibacterium Chernikova & al. 2017
- Neptunicoccus
- Nioella Rajasabapathy & al. 2015 emend. Liu & al. 2017
- Nitropelagius Jeong & Lee 2019
- Oceanibium Chang & al. 2018
- Oceaniglobus Li & al. 2017
- Oceanomicrobium "" Dai & al. 2021
- Pacificitalea Hördt & al. 2020
- Paenimaribius Park & al. 2019
- Paenirhodobacter Wang & al. 2014
- Paradonghicola "" Lee & al. 2016
- Paraoceanicella "" Liu & al. 2020
- Paraphaeobacter Cai & al. 2017
- Parasedimentitalea "" Ding & al. 2019
- Pelagivirga Ji & al. 2018
- Pelagovum Ren & al. 2020
- Phycocomes Zhu & al. 2019
- Pikeienuella "" Park & al. 2021
- Plastorhodobacter "" Xie & al. 2015
- Pontivivens Park & al. 2015
- Profundibacter
- Pseudaestuariivita Wirth & Whitman 2018
- Pseudodonghicola Hameed & al. 2014
- Pseudogemmobacter Suman & al. 2019
- Pseudohalocynthiibacter Won & al. 2015
- Pseudomaribius Park & al. 2018
- Pseudomarivita "" Cha & al. 2015
- Pseudooceanicola Lai & al. 2015 emend. Huang & al. 2018
- Pseudooctadecabacter Billerbeck & al. 2015
- Pseudopelagicola Kim & al. 2014
- Pseudophaeobacter Breider & al. 2014
- Pseudopontivivens "" Park & al. 2018
- Pseudoprimorskyibacter Hördt & al. 2020
- Pseudopuniceibacterium Zhang & al. 2019
- Pseudoroseicyclus Park & al. 2016
- Pseudoseohaeicola Park & al. 2015
- Psychromarinibacter Qiao & al. 2017
- Pukyongiella Kim & al. 2020
- Puniceibacterium Liu & al. 2014 emend. Park & al. 2017
- Qingshengfaniella Wang & al. 2021
- Rhodobaculum Bryantseva & al. 2015
- Rhodophyticola Jung & al. 2019
- Rhodosalinus Guo & al. 2017
- Roseibaca Labrenz & al. 2009
- Roseibacula "" Nuyanzina-Boldareva & Gorlenko 2014
- Roseitranquillus "" Umar & al.
- Rubricella Yang & al. 2017
- Salinovum Qu & al. 2017
- Sedimentitalea Breider & al. 2014
- Silicimonas Crenn & al. 2016
- Sinirhodobacter "Sinorhodobacter" Yang & al. 2013
- Solirhodobacter Chu & al.
- Tabrizicola Tarhriz & al. 2014
- Thalassorhabdomicrobium Zhao & al. 2019
- Thermohalobaculum "" Pan & al. 2021
- Tritonibacter Klotz & al. 2018
- Vannielia (ex Pringsheim 1955) Hördt & al. 2020
- Xinfangfangia Hu & al. 2018
- Yoonia Wirth & Whitman 2018
- Youngimonas Hameed & al. 2014
- Zongyanglinia "" Xu & al. 2021

Selon World Register of Marine Species (11 novembre 2021) :
- Ahrensia Uchino, Hirata, Yokota & Sugiyama, 1998
- Albidovulum Albuquerque, Santos, Travassos, Nobre, Rainey, Wait, Empadinhas, Silva & da Costa, 2002
- Albimonas Lim, Jeon, Jang, Park, Shin, Yeo & Kim, 2008
- Amaricoccus Maszenan, Seviour, Patel, Rees & McDougall, 1997
- Antarcticicola
- Antarctobacter Labrenz, Collins, Lawson, Tindall, Braker & Hirsch, 1998
- Catellibacterium Tanaka, Hanada, Manome, Tsuchida, Kurane, Nakamura & Kamagata, 2004
- Celeribacter Ivanova, Webb, Christen, Zhukova, Kurilenko, Kalinovskaya & Crawford, 2010
- Citreicella Sorokin, Tourova & Muyzer, 2006
- Citreimonas Choi & Cho, 2006
- Dinoroseobacter Biebl, Allgaier, Tindall, Koblizek, Lünsdorf, Pukall & Wagner-Döbler, 2005
- Donghicola Yoon, Kang & Oh, 2007
- Haematobacter Helsel, Hollis, Steigerwalt, Morey, Jordan, Aye, Radosevic, Jannat-Khah, Thiry, Lonsway, Patel, Daneshvar & Levett, 2007
- Jannaschia Wagner-Döbler, Rheims, Felske, Pukall & Tindall, 2003
- Ketogulonicigenium Urbance, Bratina, Stoddard & Schmidt, 2001
- Labrenzia Biebl, Pukall, Lunsdorf, Schulz, Allgaier, Tindall & Wagner-Dobler, 2007
- Leisingera Schaefer, Goodwin, McDonald, Murrell & Oremland, 2002
- Litoreibacter Romanenko, Tanaka, Frolova, Svetashev & Mikhailov, 2011
- Loktanella Van Trappen, Mergaert & Swings, 2004
- Lutimaribacter Yoon, Kang, Lee & Oh, 2009
- Maribius Choi, Cho, Lanoil, Giovannoni & Cho, 2007
- Marinovum Martens, Heidorn, Pukall, Simon, Tindall & Brinkhoff, 2006
- Maritimibacter Lee, Choo, Giovannoni & Cho, 2007
- Marivita Hwang, Bae, Yih & Cho, 2009
- Methylarcula Doronina, Trotsenko & Tourova, 2000
- Nautella Vandecandelaere, Nercessian, Segaert, Achouak, Mollica, Faimali & Vandamme, 2009
- Nereida Pujalte, Macian, Arahal, Ludwig, Schleifer & Garay, 2005
- Nesiotobacter Donachie, Bowman & Alam, 2006
- Oceanibulbus Wagner-Döbler & al., 2004
- Oceanicaulis Strömpl, Hold, Lünsdorf, Graham, Gallacher, Abraham, Moore & Timmis, 2003
- Oceanicola Cho & Giovannoni, 2004
- Octadecabacter Gosink, Herwig & Staley, 1997
- Palleronia
- Pannonibacter Borsodi, Micsinai, Kovacs, Toth, Schumann, Kovacs, Boddi & Marialigeti, 2003
- Paracoccus Davis, 1969
- Pelagibaca Cho & Giovannoni, 2006
- Pelagicola Kim, Hwang & Cho, 2008
- Phaeobacter Martens, Heidorn, Pukall, Simon, Tindall & Brinkhoff, 2006
- Piezobacter Takai, Miyazaki, Hirayama, Nakagawa, Querellou & Godfroy, 2009
- Planktotalea Hahnke & al., 2012
- Pseudorhodobacter Uchino, Hamada & Yokota, 2003
- Pseudoruegeria Yoon, Lee, Kang, Lee & Oh, 2007
- Pseudovibrio Shieh, Lin & Jean, 2004
- Rhodobaca Milford, Achenbach, Jung & Madigan, 2001
- Rhodobacter Imhoff, Truper & Pfennig, 1984
- Rhodothalassium Imhoff, Petri & Suling, 1998
- Rhodovulum Hiraishi & Ueda, 1994
- Roseibacterium Suzuki, Mori & Nishimura, 2006
- Roseibium Suzuki, Muroga, Takahama & Nishimura, 2000
- Roseicyclus
- Roseisalinus
- Roseivivax Suzuki, Muroga, Takahama & Nishimura, 1999
- Roseobacter Shiba, 1991
- Roseovarius Labrenz, Collins, Lawson, Tindall, Schumann & Hirsch, 1999).
- Rubellimicrobium Denner, Kolari, Hoornstra, Tsitko, Kampfer, Busse & Salkinoja-Salonen, 2006
- Rubrimonas
- Ruegeria Uchino, Hirata, Yokota & Sugiyama, 1998
- Sagittula Gonzalez, Mayer, Moran, Hodson & Whitman, 1997
- Seohicola
- Shimia Choi & Cho, 2006
- Stappia Uchino, Hirata, Yokota & Sugiyama, 1998
- Sulfitobacter (Sorokin, 1996) emend. Yoon, Kang, Lee & Oh, 2007
- Tateyamaria Kurahashi & Yokota, 2008
- Thalassobacter Macian, Arahal, Garay, Ludwig, Schleifer & Pujalte, 2005
- Thalassobius Arahal, Macian, Garay & Pujalte, 2005
- Thalassococcus Lee, Tsoi, Li, Wong & Qian, 2007
- Thioclava Sorokin, Tourova, Spiridonova, Rainey & Muyzer, 2005
- Tropicibacter Harwati, Kasai, Kodama, Susilaningsih & Watanabe, 2009
- Tropicimonas Harwati, Kasai, Kodama, Susilaningsih & Watanabe, 2009
- Vadicella
- Wenxinia Ying, Wang, Dai, Yang, Liu & Liu, 2007
- Yangia Dai, Wang, Yang, Jiao & Liu, 2006

### Genres provisoires
Les genres suivants ont été publiés, mais non validés selon le Code International de la Nomenclature Bactérienne :
- Aliisedimentitalea Kim et al . 2015
- Alterinioella Kong et al . 2021
- Falsigemmobacter Li et al . 2020
- Jindonia Parc et al . 2017
- Ketogulonicigenium corrig. Urbance et al . 2001
- Nitropelagi Jeong et Lee 2016
- Oceaniovalibus Liu et al . 2012
- Oceanomicrobium Dai et al . 2021
- Piezobacter Takai et al . 2009
- Pikeienuella Park et al . 2021
- Plastorhodobacter Xie et al . 2015
- Polymorphum Cai et al . 2011
- Pseudopontivivens Park et al . 2018
- Roseibacula Nuyanzina-Boldareva et Gorlenko 2014
- Zongyanglinia Xu et al . 2021

### Genres «Candidatus»
Les genres candidatus suivants ont été publiés :
- « Candidatus Halichondriibacter » corrig. Knobloch et al . 2019
- « Candidatus Kopriimonas » Quinn et al . 2012

## Phylogénie
La taxonomie actuellement acceptée est basée sur la List of Prokaryotic names with Standing in Nomenclature et la phylogénie est basée sur des séquences du génome entier,.